# Amager Bakke
L'Amager Bakke (in italiano: Collina di Amager), noto anche come Amager Slope o più comunemente CopenHill, è il principale impianto di incenerimento con recupero di calore ed energia della Danimarca, situato a Copenaghen, nel quartiere di Amager.
Le sue peculiarità tecniche lo rendono l'impianto di incenerimento meno inquinante al mondo, nonché una vera e propria attrazione turistica per la capitale danese.
Grazie alla sua unicità, Amager Bakke è divenuto presto un modello virtuoso di termovalorizzatore per il suo utilizzo polifunzionale e per la dotazione tecnica all'avanguardia, nonché il più grande dei 27 inceneritori presenti in Danimarca e il primo dei due della città, che svolgerà un ruolo importante nel far diventare Copenaghen una città a zero emissioni di carbonio entro il 2025.
La struttura è diventata al tempo stesso un'attrazione locale rinominata CopenHill, concretizzando la sua complementare vocazione ricreativa e offrendo una discreta scelta di attività sportive, oltre alla possibilità di visitarlo.

## Storia

### Genesi del progetto
Nel 2011 la municipalità di Copenaghen ha indetto un concorso internazionale per realizzare un nuovo inceneritore a supporto di quello già realizzato circa trent'anni prima poco distante ma già in fase di conversione, con un nuovo sistema di alimentazione a biomassa anziché a carbone. 
La necessità di un nuovo impianto non era dovuta soltanto all'obsolescenza della precedente struttura, ma anche al crescente volume di immondizia a cui un'area metropolitana come quella di Copenaghen è costretta a far fronte, ponendo la Danimarca tra i primi posti tra i Paesi europei per produzione di rifiuti.
Il vincitore del progetto è stato l'architetto danese Bjarke Ingels, fondatore del BIG - Bjarke Ingels Group, con una proposta fuori dal comune, ovvero una struttura altamente tecnologica e attenta all’ambiente ma dall'approccio giocoso, polifunzionale e che potesse ospitare anche altri utilizzi, divenendo così un'attrazione locale unica nel suo genere. Alla base del progetto di Bjarke Ingels c'è il concetto di rendere bello, godibile e addirittura visitabile ciò che normalmente sarebbe un edificio brutto, sgradevole e inquinante.

### Costruzione e collaudo

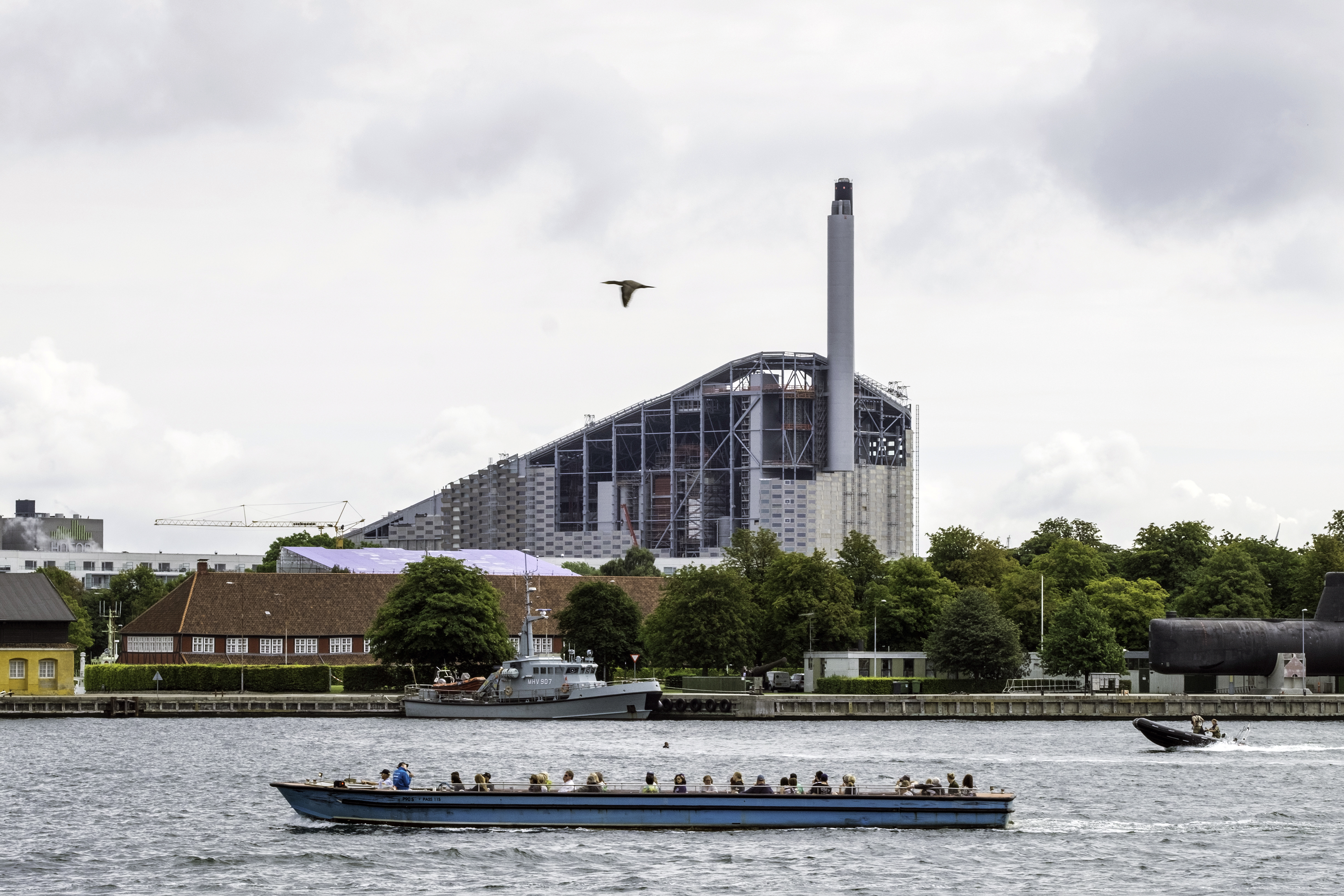
L'impianto di Amager Bakke durante la sua costruzione

I lavori sono stati finanziati dalla municipalità di Copenaghen e dal consorzio dei comuni danesi limitrofi aderenti all'Amager Resource Center (ARC), per un costo complessivo di circa 750 milioni di dollari e si sono conclusi alla fine del 2016. Dopo i consueti collaudi, l'inceneritore è stato inaugurato il 30 marzo 2017.

## Descrizione

### Esterno
Alto 85 metri, lungo 200, largo 60, Amager Bakke occupa un'area complessiva di 41000 m² e con il suo caratteristico doppio piano inclinato è presto diventato uno dei nuovi simboli architettonici di Copenaghen.
È stato ribattezzato CopenHill per la particolarità che lo contraddistingue, ovvero essere dotato di un tetto inclinato calpestabile su cui sono state realizzate tre piste da sci di diversa difficoltà, un percorso pedonale con gradini, un tracciato di trekking, due impianti di risalita dotati di ski-lift e due tapis roulant.
Data la vocazione della struttura, la scelta dei materiali è stata doverosamente orientata all'ecosostenibilità e al rispetto per l'ambiente, tanto da coinvolgere anche aziende italiane esperte del settore. Le superfici del percorso da trekking con tracciati della lunghezza complessiva di oltre 400 metri e le piste da sci in plastica riciclabile di circa 200 metri, sono state realizzate dalla Neveplast, un'azienda della provincia di Bergamo. La Neveplast ha appositamente studiato rivestimenti particolarmente performanti e verosimili, grazie all'impiego di cinque sfumature di verde per simulare il manto erboso.
Oltre al percorso e alle piste, CopenHill ospita anche uffici, la biglietteria per l'accesso turistico con relativo noleggio di attrezzatura sportiva, una caffetteria, un piccolo rifugio in quota, un grande ascensore per raggiungere le terrazze panoramiche, un giardino verticale con piante e arbusti, nonché la più alta parete artificiale di arrampicata al mondo, che conta 85 metri, realizzata dalla azienda bulgara Walltopia, specializzata nel settore.
Per sensibilizzare l'opinione pubblica sul comune rilascio incontrollato di gas serra, l'impianto è provvisto di un generatore di vapore acqueo in grado di produrre un anello di vapore di circa ventuno metri di diametro. Simbolicamente, per ogni tonnellata di carbonio emessa, l'impianto può produrre un anello di vapore visibile anche dal vicino centro della città.
Particolare è anche il rivestimento esterno, completamente realizzato con lastre di alluminio riciclato che avvolgono i blocchi in laterizio disposti ad alveare, capaci di supportare il giardino verticale e di raccogliere l'acqua piovana riutilizzabile per il sistema di irrigazione delle aree piantumate, oltre a consentire l'adeguato accesso di luce naturale agli ambienti interni. Grazie a questo sistema di drenaggio, la struttura produce più acqua di quanta ne consumi.

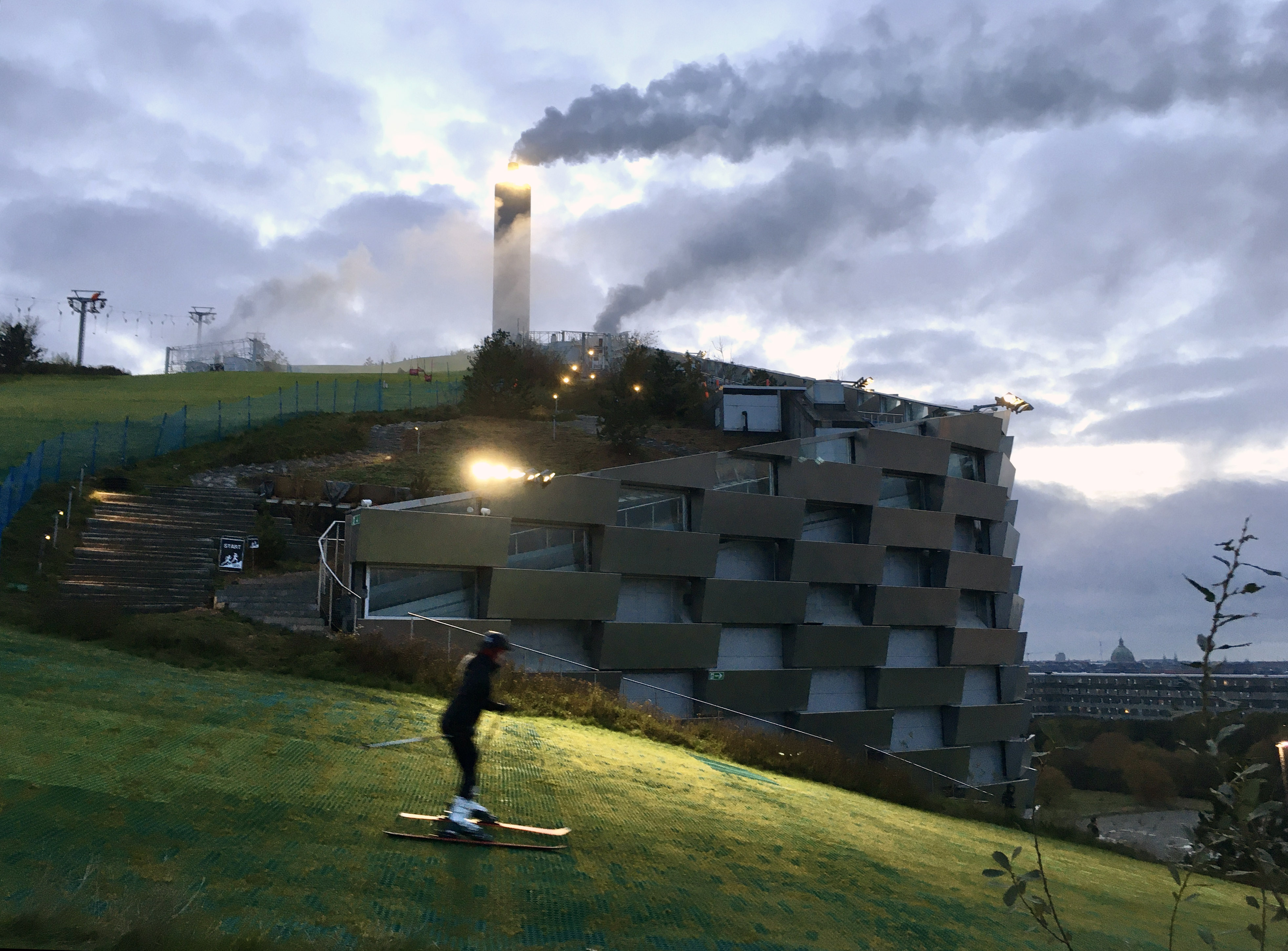
Un'immagine della pista di discesa
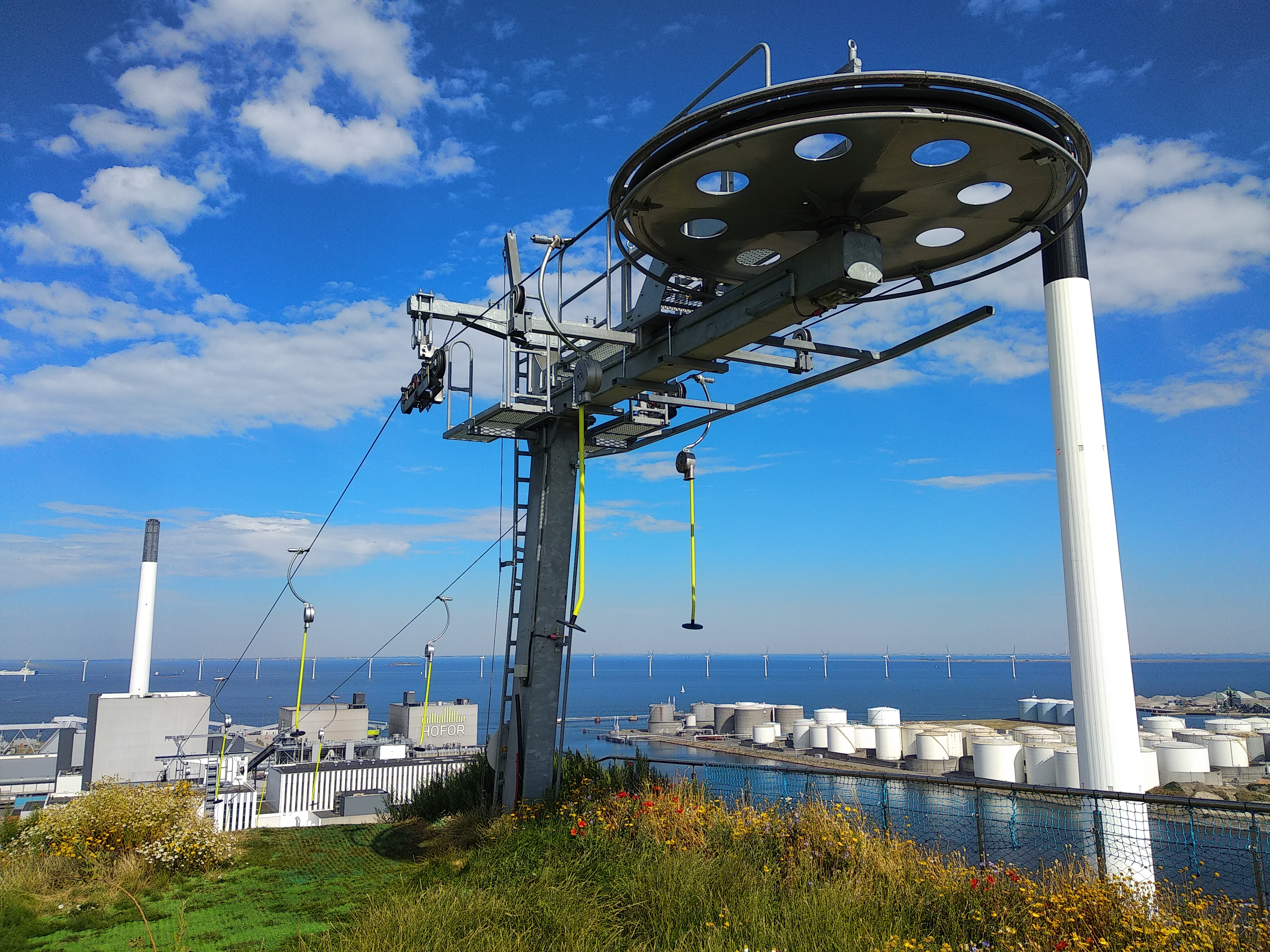
Impianto di risalita della pista da sci
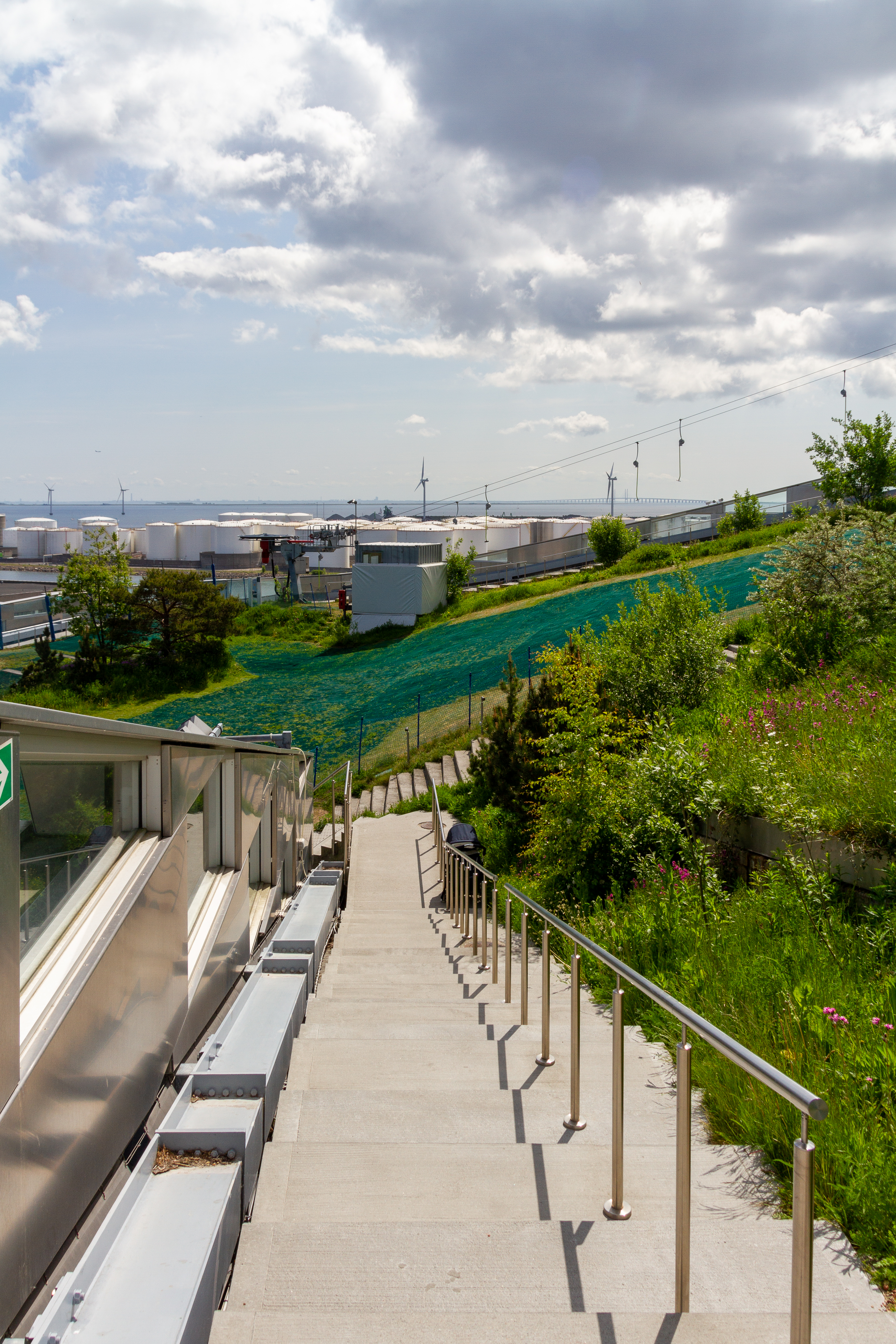
Una scalinata dell'impianto
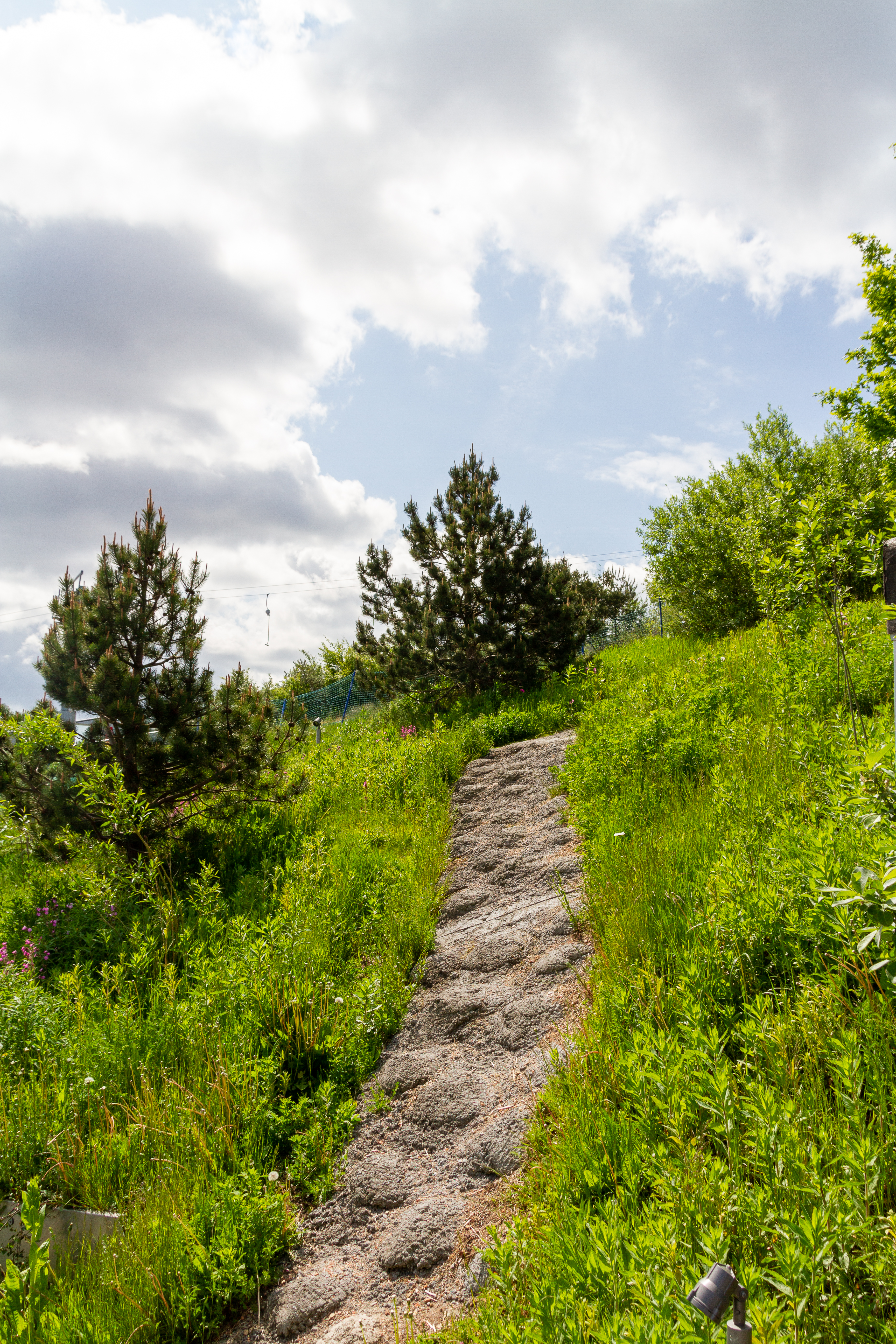
Percorso di trekking
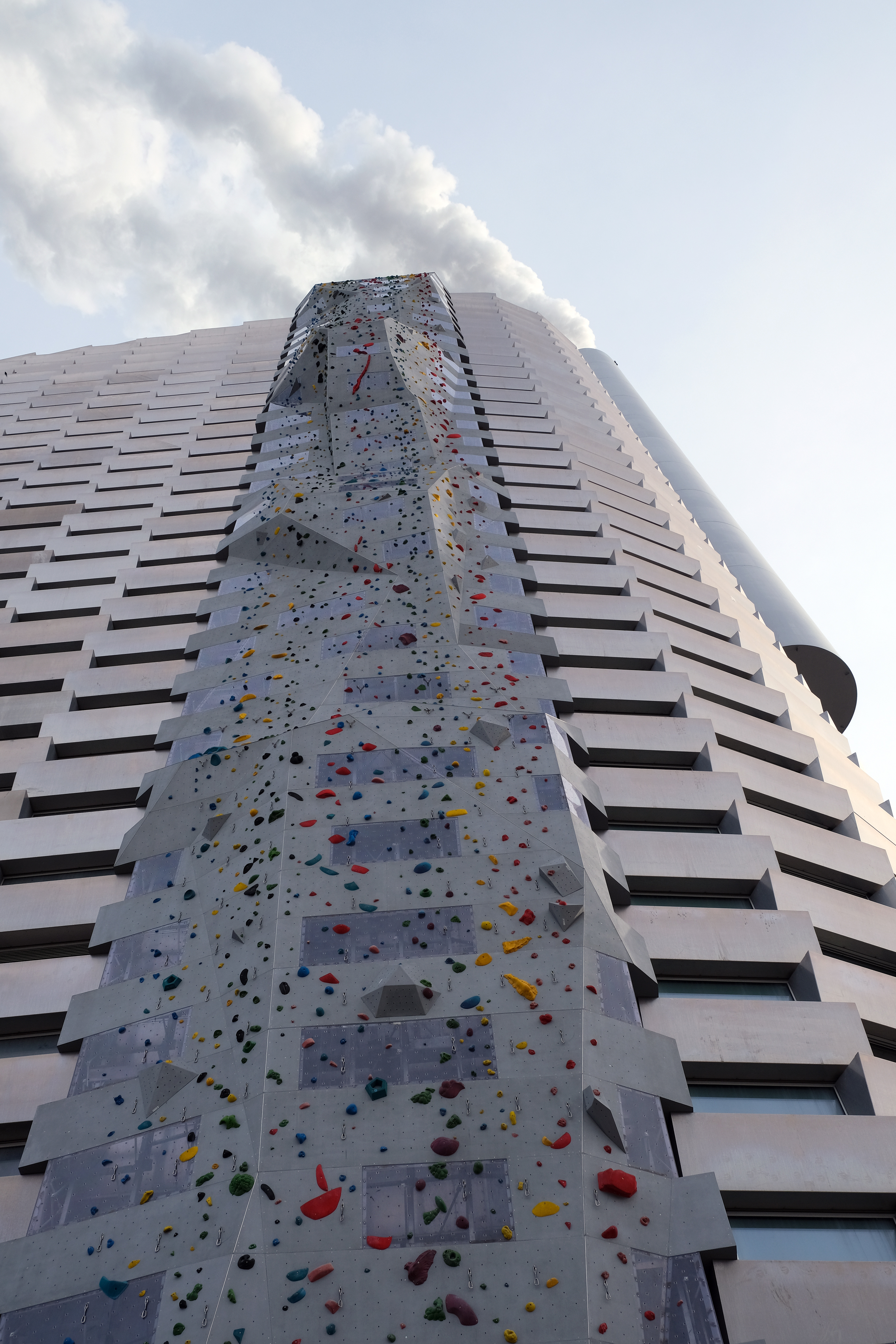
Una veduta della parete da scalata sullo spigolo della struttura

### Interno

#### Aree comuni aperte al pubblico
Gli interni sono suddivisi tra aree aperte al pubblico come lo Ski Cafè del piano terra e il Rooftop Cafè in cima, dove arrivano i percorsi pedonali e lo ski-lift, con terrazze panoramiche per il periodo estivo. 
 
Gli altri ambienti comprendono locali adibiti a funzioni prettamente operative, comprensivi di reception, servizi e gli uffici disposti su otto piani.

#### Aree operative
Essendo un termovalorizzatore, sono presenti aree di conferimento, di stoccaggio e di lavorazione dei rifiuti suddivise secondo la specifica tipologia dei materiali da trattare. 
Il fulcro dell'impianto è il cosiddetto "bunker", ovvero un grande vano ipogeo di oltre 1.000 m³ all'interno del quale sono sversati i rifiuti pronti all'incenerimento nei forni e dove vengono movimentati mediante l'utilizzo automatizzato di due grandi ragni meccanici.

## Caratteristiche tecniche dell'impianto

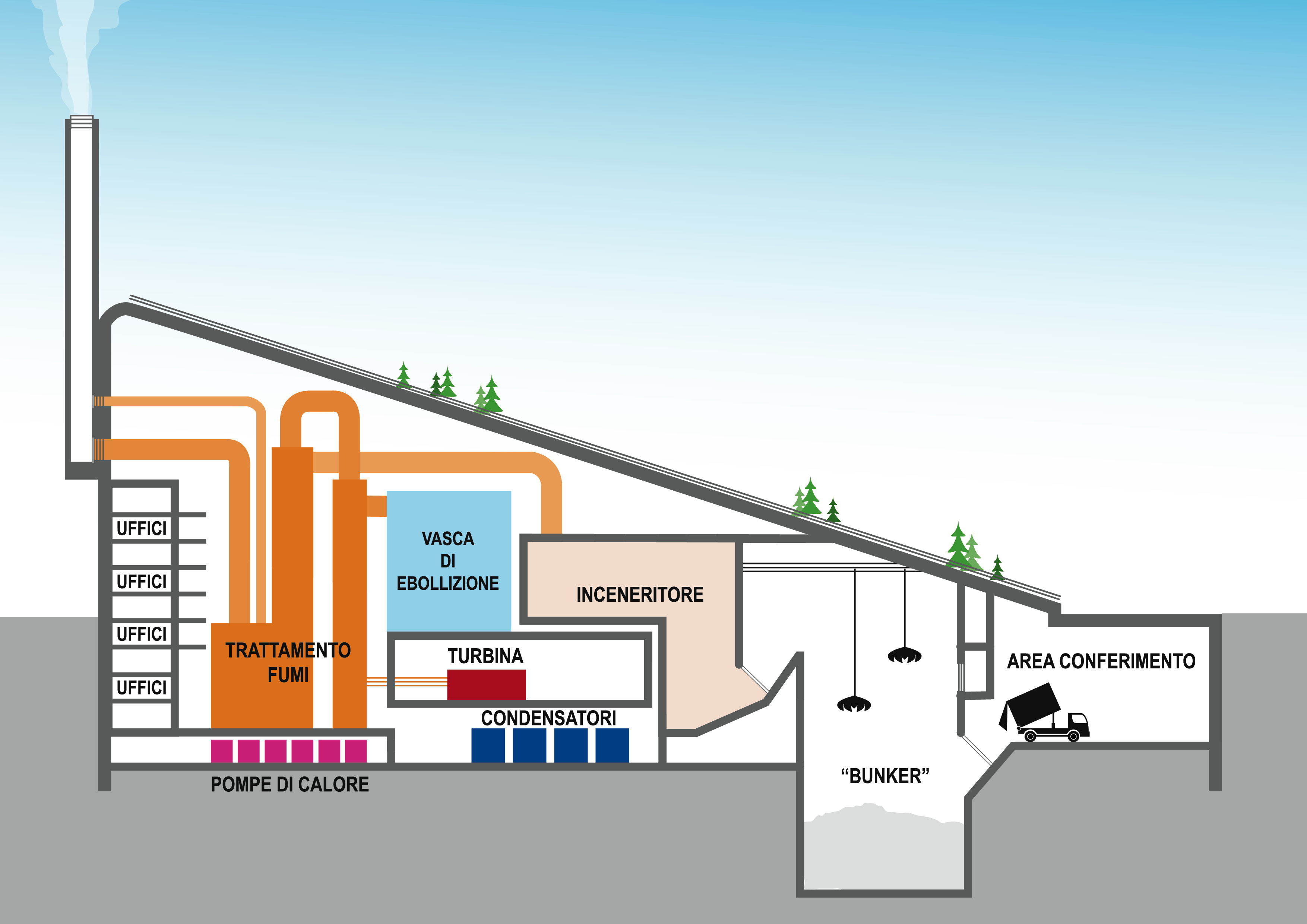
Uno schema semplificato dell'impianto

L'impianto di incenerimento è alimentato da due caldaie a griglia capaci di bruciare ciascuna 35 tonnellate di rifiuti l'ora. Una elettroturbina alimentata internamente da 67 megawatt copre il fabbisogno stesso dell'impianto e immette nella rete locale l'energia elettrica eccedente. Poiché l'introduzione di una tassa locale per ogni chilogrammo di ossidi di azoto emesso nell'atmosfera ha indotto ad aumentare fortemente la depurazione dei fumi, ottenendo composti dell'azoto inferiori a 15 milligrammi ogni metro cubo d'aria emessa, tutte le emissioni sono dunque trattate, filtrate ed emesse da un unico camino pensile di circa 50 metri di altezza, posto sul prospetto nord e che si innalza per circa trenta metri oltre la cima dell'edificio. Il sistema di filtraggio è particolarmente articolato ed è costituito da due linee di depurazione fumi a umido con filtri e condensazione del vapore. Grazie a questa tecnologia il rendimento energetico complessivo dell'impianto raggiunge il 107%, mentre le emissioni di zolfo e diossina prodotte dalla combustione dei rifiuti sono ridotte del 99,5% e ciò lo rende l'impianto di incenerimento meno inquinante al mondo.
Questa complessa dotazione tecnica consente all'impianto di smaltire circa 400.000 tonnellate di rifiuti prodotti ogni anno da oltre 500.000 abitanti e da almeno 46.000 aziende, garantendo elettricità a 60.000 utenze e teleriscaldamento a 160.000 abitazioni.
Non tutti i rifiuti trattati dall'impianto diventano energia: una parte del loro recupero prevede anche la produzione o lo stoccaggio di materie prime riciclabili, come i metalli che vengono estratti dalle ceneri e anche le ceneri stesse, che possono essere riutilizzate come carica inerte per il calcestruzzo al posto della sabbia o della ghiaia, oppure miscelato all'asfalto, per un minore impatto ambientale.

## Premi e riconoscimenti
- 2019 - Scandinavian Green Roof Award[11]
- 2019 - EcoTechGreen Award nella categoria "Green Technology and Green Infrastructure"[11]
- 2020 - ArchDaily Building of the Year Award[11]
- 2020 - Design That Educates Award nella categoria "Architectural Design"[11]
- 2021 - World Building of the Year[12]